# 콘솔 (OS X)
콘솔(영어: Console)은 OS X 운영 체제에서 사용되는 커스텀 로그 뷰어이다. 모든 시스템 메시지와 로그 파일을 한꺼번에 찾을 수 있다. 맥 OS 9나 그 이전 버전에서는 없는 기능이다.